# Qimant
El qimant és una llengua cuixítica en perill d'extinció, parlada per les generacions més grans d'una minsa part del poble qemant, al nord del llac Tana (Regió Amhara), principalment al woreda deTxilga (Zona Semien Gondar).
Constitueix, amb els extints qwara i kaila, la prolongació occidental de l'agaw septentrional branca del cuixític central que també inclou el bilin, al nord, i el khamtanga, al centre, i que s'oposa a l'agaw meridional, representat per l'awngi.

## Característiques

### Fonologia
|            |              | Labial | Alveolar | Palatal | Velar | Velar |
| Simple     | Labialitzada | Labial | Alveolar | Palatal |       |       |
| ---------- | ------------ | ------ | -------- | ------- | ----- | ----- |
| Plosiva    | Sorda        |        | t        | ʧ       | k     | kʷ    |
| Plosiva    | Sonora       | b      | d        | ʤ       | ɡ     | ɡʷ    |
| Fricativa  | Sorda        | f      | s        | ʃ       | χ     | χʷ    |
| Fricativa  | Sonora       |        | z        |         | ɣ     | ɣʷ    |
| Nasal      | Nasal        | m      | n        |         | ŋ     | ŋʷ    |
| Lateral    | Lateral      |        | l        |         |       |       |
| Bategant   | Bategant     |        | r        |         |       |       |
| Aproximant | Aproximant   | w      |          | j       |       |       |

|         | Anterior | Central | Posterior |
| ------- | -------- | ------- | --------- |
| Baixa   | i        | ɨ       | u         |
| Mitjana |          | ə       | o         |
| Alta    |          | a       |           |

L'estructura sil·làbica màxima admesa en qimant és CVC i només qualque manlleu provinent de l'amhàric presenta grups consonàntics intrasil·làbics, mentre que la resta de combinacions de consonants dins una síl·laba són simplificades mitjançant l'inseriment d'una vocal epentètica /ɨ/.

## Dialectes
- qwara
- kaila